# اریک لارشون (اسکی‌باز)
اریک لارشون (انگلیسی: Erik Larsson؛ ۱۲ آوریل ۱۹۱۲ – ۱۰ مارس ۱۹۸۲) اسکی‌باز صحرانوردی اهل سوئد بود.
وی در مسابقات کشوری و بین‌المللی در مجموع برندهٔ ۱ مدال طلا، ۲ مدال برنز شده‌است.